# حدائق أكتوبر
حدائق أكتوبر هي مدينة مصرية جديدة من مدن الجيل الرابع، تقع في محافظة الجيزة، وتتبع إدارياً لهيئة المجتمعات العمرانية الجديدة، أنشأت بقرار وزير الإسكان والمرافق والمجتمعات العمرانية رقم 746 لسنة 2017، حيث كانت جزءًا من مدينة السادس من أكتوبر، تبلغ مساحتها حوالي 41780 فدان (169.08 كم²) تقع بين طريق القاهرة - الفيوم الصحراوي وطريق الواحات، يبلغ عدد سكان مدينة حدائق أكتوبر حوالي 220 ألف نسمة، والمستهدف وصول عدد السكان لنحو 2.5 مليون نسمة حين الانتهاء الكامل من المدينة. تقع بجوار مدينتي السادس من أكتوبر والسادس من أكتوبر الجديدة، وتبدأ عند ملتقى منزل الطريق الدائري وطريق الواحات، ومداخلها من طريق أحمد زويل، حيث يفصل الطريق بين حي حدائق أكتوبر ومنطقة جنوب الواحات التي من المنتظر أن يتم فصلهما ليكونا مدينة مستقلة، وللمدينة عدة مداخل رئيسة من طريق الواحات وهي: مدخل سوق الجملة، ومدخل د.أحمد زويل، وعدة مداخل من طريق الفيوم تبدأ بمدخل بعد حديقة الجيزة العامة للنباتات، ثم عدة مداخل حتى معسكر الأمن المركزي وطريق دهشور.

## المخطط العام
تضم المنطقة مستويات متنوعة للسكن تشمل: الإسكان الاجتماعي، وإسكان الشباب المنفذ من قبل شركات استثمارية، والإسكان الاستثماري الحر، وعدداً من مناطق «ابني بيتك»، وأراضي القرعة للإسكان فوق المتوسط، كما تضم عدداً من المشروعات التعليمية والترفيهية والرياضية، ومشروعات عملاقة مثل واحة أكتوبر ومدينة الخيول وجامعة زويل للعلوم والتكنولوجيا، وأندية رياضية كبيرة علاوة على القرية الكونية.
- كمبوندات استثمارية وتضم عدد 25 كومباوند سكني متكامل توفر 30 ألف وحدة سكنية ضمن الاستثمار الحر، وهي تتميز بالتصاميم الجذابة، وتتوافر بها أماكن مميزة للاستمتاع والخروج ممثلة في المساحات الخضراء ورؤية مشاهد طبيعية جميلة، وألعاب متنوعة لأطفال السكان، كما توجد خدمات الأمن والصيانة والمواصلات الخاصة والمولات التجارية، وتعتبر ضمن الإسكان فوق المتوسط مثل كمبوندات ( جولف ريزيدنس – بيتا إيجيبت – أستوريا - كنز كمبوند - رحاب أكتوبر سيتي – وحدات من الحي الإيطالي - المدينة المنورة.. وغيرها) وتبدأ أسعار المتر فيها من 3500 و 4200 وفقاً لجودة الكمبوند طبقا لأسعار نهاية عام 2015، كما أن بعضها يأتي ضمن الإسكان الفاخر حيث يتكون بعضها من فيلات بحدائق خاصة مثل كمبوند Ever Green ويتعدى ثمن الوحدة الواحدة ثمناً يتراوح بين المليون ونصف المليون حتى المليونين تقريبا وفقاً لأسعار نهاية عام 2015.
- قطع أراضي إسكان متوسط وهي عدد من قطع أراضي الإسكان المتوسط ومنها المنطقة أ وب في المنطقة المحصورة، وأراضي بعض الجمعيات السكانية والنقابات، وتم الانتهاء من بناء عدد من مناطق الإسكان المتوسط مثل أرض المخابرات التي تقع عند مدخل الحي من طريق الفيوم، وهي تشبه الأحياء السكنية للطبقة الوسطى في مدينة أكتوبر.
- الإسكان القومي هي قطع أراضي خصصتها الدولة للشركات الخاصة لبناء كمبوندات لإسكان الشباب، وتتكون من شقق سكنية بمساحة 63 متراً مربعاً، ومساحات خضراء تمثل أغلب الأراضي، ومناطق ترفيهية داخلية بالكمبوندات، وتتنوع في جودتها وأسعارها وفقاً للشركات المنفذة، حيث تبدأ أسعارها - وفقاً لأسعار نهاية عام 2015م - من 80 ألف جنيه كما في كمبوند الرباب، وفي المنتصف تتفاوت الأسعار من 120 إلى 150 مثل كمبوند دجلة جاردنز والحي الإسباني، ثم تأتي الشريحة الأعلى لتصل إلى 200 و 230 ألف جنيه للوحدة كما في حي المنتزه وبيتا جاردنز والحي الإيطالي وبداية واللوتس وفقا لأسعار نهاية 2015، وتوفر العديد من الكمبوندات خدمات المواصلات الخاصة حتى ميدان الرماية أو سوق الجملة على طريق الواحات، كما تتميز بوجود خدمات الأمن الخاص والصيانة الدورية، وتتوافر أماكن مميزة للاستمتاع والخروج ممثلة في المساحات الخضراء ورؤية مشاهد طبيعية جميلة، وألعاب متنوعة لأطفال السكان، والمحلات التجارية التي بدأ بعضها في العمل وتقديم الخدمات اليومية من سوبر ماركت وصيدليات ومغسلة ومطعم ومخبز بلدي ومحلات لوازم التشطيبات الداخلية للشقق.

الإسكان الاجتماعي ويضم عدة آلاف من الشقق انتهت الدولة من بناء 13 ألف وحدة سكنية نفذتها القوات المسلحة ويتم توزيعها بطريقة القرعة السرية لمن تتوفر فيهم الشروط، وتتميز بجمال التصاميم واتساع الشوارع وإنشاء الخدمات العامة، لكن هناك تخوف من انتشار العشوائية فيها بسبب ضعف رقابة الأجهزة البلدية في مصر.
- ابني بيتك وهي المناطق رقم ,1,2,3,4,5,7 وتضم عدة آلاف من قطع الأراضي التي وزعتها الدولة علي المواطنين ضمن مشروع «ابني بيتك» في عهد الرئيس الأسبق مبارك، وتتكون من بيت من ثلاثة طوابق وحديقة منزلية صغيرة، ويعيبها تباطؤ الحكومة في إدخال المرافق فيها، وانتشار العشوائية على شكل افتتاح محلات تجارية في البيوت السكنية، وضعف الأمن وانعدامه غالباً، وتتميز المنطقة الثانية من المشروع بالاهتمام الكبير من قبل جهاز الدولة، وتتميز برصف شوارعها وتوافر عدد من الخدمات، وهي المنطقة الأكثر سكاناً.

## الخدمات

### التعليم
- مدينة زويل للعلوم والتكنولوجيا هو مشروع مبادرة لتطوير العلوم العملية في مصر وسميت باسم العالم المصري أحمد زويل الحائز على جائزة نوبل للكيمياء عام 1999م، وقد تم بناء المشروع في حي حدائق أكتوبر على مساحة 270 فدان ونقلها من مقرها السابق على أرض جامعة النيل، وتقع بالقرب من طريق الواحات، ويتم تمويلها عبر التبرعات من الهيئات والأشخاص.
- المدرسة الثانوية للمتفوقين في العلوم والتكنولوجيا تقع داخل أرض القرية الكونية، وتعتبر هي المدرسة الثانية من مدارس المتفوقين، ومن المخطط أن تكون متصلة بجامعة زويل للعلوم والتكنولوجيا، وتبلغ سعتها 15 فصلاً مقسمة على الصفوف الثلاثة الثانوية بحيث يكون لكل صف خمسة فصول يلتحق بها 360 طالباً متفوقاً في الشهادة الإعدادية من كل أنحاء الجمهورية، وهي مجهزة بـ 12 معملاً وبها مكتبة كبيرة وأماكن لممارسة الأنشطة الرياضية وغيرها وتضم كذلك مبنى لإقامة الطلاب المغتربين.

### الرياضة
تضم المدينة صالة الألعاب الرياضية المغطاة التابعة للمجلس القومي للشباب بجانب جامعة زويل، كما تم تخصيص أرض لإنشاء استاد دولي يتبع المجلس أيضاً، كما تم تخصيص أرض لصالح نادي الزمالك فرع أكتوبر وتقع بجانب القرية الكونية، كما تم الانتهاء من أنشاء نادي الشرطة الاجتماعي بجانب القرية الكونية أيضاً، وتضم المنطقة عدداً من الملاعب والأندية ضمن مناطق الشركات والكمبوندات وأغلبها تحت الإنشاء، بالإضافة لذلك يخطط الجهاز لإنشاء مراكز شباب وملاعب عامة.

### الترفيه
- القرية الكونية هي قرية ترفيهية وتعليمية تتبع وزارة التربية والتعليم، تقع علي مساحة 190 فدان وبتكلفة 290 مليون جنيه، وتم البدء في إنشائها عام 2007 وانتهت عام 2011، وتخضع لإشراف وإدارة جهاز الخدمات الوطنية بالقوات المسلحة، ويمكن تقسيم القرية إلى ثلاثة أجزاء رئيسة لها، وهي منطقة الاستقبال التي تحتوي على مبنى المشاهدة البالغ ارتفاعه 24 مترا والذي يتيح للزائر رؤية القرية كلها من أعلى منطقة فيها كما تضم هذه المنطقة آلة الزمن التي تنقل الزائر من زمن إلى زمن عبر شاشات العرض المتاحة والتي تتبع أحدث نظم التشغيل العالمية بجانب احتواء المنطقة على مبنى الكرة الأرضية ومبنى القبة السماوية الذي تعرض فيه الأفلام السينمائية على شاشة نصف كروية. والجزء الثاني يسمي مصر المحروسة ويضم نماذج مصغرة لجميع آثار ومعالم محافظات مصر على الضفة الشرقية والغربية لنهر النيل مثل مبنى السد العالي في محافظة أسوان ومعابد فيلة ومعبد حتشبسوت ومعبد الكرنك ومعبد أبيدوس ومقابر بني حسن وقلعة صلاح الدين الأيوبي وأهرام الجيزة وأبو الهول وقلعة صلاح الدين الأيوبي، بالإضافة إلى معبد إدفو والأقصر ومعبد حابو بمحافظة الأقصر، وينتهي الجزء الثالث والأخير بالقرية في المنطقة الترفيهية والتي تتمثل في سلاسل جبال البحر.

## البنية التحتية

### الطرق والمواصلات
- تبلغ طول شبكات الطرق بالمدينة حوالي 285 كم.
- تضم المدينة محطة تبادلية يتم إنشاؤها حاليًا يتقاطع فيها الخط الثاني من مشروع مونوريل القاهرة الكبرى مع الخط الأول والثاني من مشروع القطار الكهربائي السريع.[4]

### المياه والصرف الصحي
- تبلغ طول شبكات المياه في المدينة حوالي 2175 كم، بخلاف 128 كم يتم إنشاؤها حاليًا
- تبلغ طول شبكات مياه الصرف الصحي حوالي 18 كم

## وصلات خارجية
- الصفحة الرسمية لجهاز المدينة على موقع فيس بوك.
- صفحة المدينة على موقع هيئة المجتمعات العمرانية الجديدة